# Bill Lancaster
William Henry Lancaster (Los Angeles, 17 de novembro de 1947 – Los Angeles, 4 de janeiro de 1997) foi um roteirista e ator norte-americano.

## Primeiros anos
Lancaster nasceu em 17 de novembro de 1947, em Los Angeles, Califórnia, filho do ator Burt Lancaster (1913–1994) e de Norma Anderson (1917–1988). Ele contraiu poliomielite muito jovem, o que deixou uma de suas pernas mais curta que a outra.

## Carreira
Seguindo os passos artísticos de seu pai, Lancaster participou de um  episódio da telessérie The Big Valley em 1967. Também interpretou o papel de "King", o namorado de uma estudante universitária assassinada em The Midnight Man, um filme de mistério estrelado e codirigido por seu pai e lançado em 1974. No ano seguinte, ele interpretou o jovem Moisés na minissérie bíblica Moses the Lawgiver, também estrelada por Burt no papel do legislador hebreu.
O trabalho mais conhecido de Lancaster é seu roteiro adaptado para o filme The Thing (1982), dirigido por John Carpenter. Ele também roteirizou originais da cinessérie The Bad News Bears. O roteiro para o primeiro desses filmes, escrito em 1976, rendeu-lhe, no ano seguinte, o Prêmio de Melhor Roteiro de Comédia do Writers Guild of America.
Em 1982, ele trabalhou no primeiro rascunho de um roteiro para uma adaptação do romance Firestarter, de Stephen King, a qual também seria dirigida por Carpenter. No entanto, alguns meses depois, naquele mesmo ano, o cineasta contratou Bill Phillips para trabalhar na reescrita do esboço e Lancaster. Quando The Thing fracassou nas bilheterias, a Universal substituiu Carpenter por Mark L. Lester e ambos os esboços foram descartados em favor do roteiro de Stanley Mann.
No início da década de 1990, Lancaster trabalhou como produtor do programa Geraldo Rivera Show, um talk show popular na televisão norte-americana na época. Ele também participou do documentário The Thing: Terror Takes Shape (1998), encontrado na edição de colecionador do DVD de The Thing e que foi dedicado ao roteirista, morto recentemente quando o vídeo foi lançado. Seu roteiro de The Bad News Bears foi adaptado para a refilmagem do longa-metragem, lançada em 2005.

## Vida pessoal
Lancaster era casado com Kippie Kovacs, filha do comediante Ernie Kovacs. Eles tiveram uma filha, Keigh Kristin.

## Morte
Lancaster morreu de ataque cardíaco aos 49 anos. Suas cinzas foram sepultadas no Westwood Village Memorial Park Cemetery, onde as cinzas de seu pai também estão enterradas. Sua filha Keigh, que morreu em 2017 aos 51 anos, também foi sepultada no mesmo local. O campo de West Los Angeles, onde Bill jogava beisebol quando criança, foi renomeado "Bad News Bears Field" em 2005 como uma homenagem ao roteirista.

## Filmografia

### Roteirista
- The Bad News Bears (1976)
- The Bad News Bears Go to Japan (1978)
- The Thing (1982)
- Firestarter (1984) (roteiro não usado)

### Ator
- The Big Valley (1967) – Segundo Garoto
- The Midnight Man (1974) – King
- Moses the Lawgiver (1974, minissérie de televisão) – Jovem Moisés (última aparição)

## Obra citada
- Andreychuk, Ed (2005) [1.ª pub.: 2000]. Burt Lancaster: A Filmography and Biography (em inglês). ed. revista e ilustrada. Jefferson, Carolina do Norte: McFarland & Company. 256 páginas. ISBN 978-0-7864-2339-2. Consultado em 19 de agosto de 2020 – via Google Livros